# Константин Воскобойников
Константин Павлович Воскобойник (* 1895 в Смила, Руска империя; † 8 януари 1942 в Локот, Съветски съюз) е съветски революционер в Гражданската война в Русия и префект на Република Локот, която сътрудничи на нацистката държава.

## Биография
Бащата на Константин Воскобойник е бил железопътен работник, участвал в стачен комитет по време на Революцията от 1905 г. В резултат на това е уволнен от железопътната си служба от царското правителство и му е забранено да заема бъдещи обществени длъжности. Това води до намаляване на доходите на семейството. Воскобойник е имал леви възгледи в периода преди Февруарската революция от 1917 г. и е симпатизирал на есерите.
През 1914 г. започва да учи право в Московския държавен университет „Ломоносов“, но го напуска през 1916 г., за да участва в Първата световна война. През 1919 г. се сражава в Гражданската война на страната на Червената армия. През 1920 г. е ранен и уволнен от армията. След това работи като секретар на военния комисариат в Хвалинск.
Болшевиките ограбват селата, за да финансират Червената армия и градския пролетариат, което води до селски въстания, на които Воскобойник симпатизира. Той се присъединява към бунтовниците на социалистите в Саратовска област като картечар през 1921 г.
Вследствие на бунтовническата си дейност Воскобойник е постоянно подозиран от съветските власти. За да избегне преследване, той конфискува документите на рибаря Иван Лошаков, чиято самоличност приема. Впоследствие работи като инструктор по лов в Народния комисариат в Москва. От 1922 г. учи в Московския институт за народно стопанство. След като завършва, работи като ръководител на катедрата по електрически измервания в Института по метрология в Ленинград.
Воскобойик е недоволен от Големия поврат в икономиката при Йосиф Сталин. През март 1931 г. той се предава на НКВД и разкрива истинската си самоличност. Осъден е на три години в ГУЛАГ. След лишаването от свобода той среща затруднения при намирането на работа поради недоверието, отправено към него.
От 1937 г. работи като учител в Локот.
В резултат на германското нашествие съветските власти бягат от селището в края на септември 1941 г., оставяйки го без правителство. Старейшините на селището провеждат събрание и назначават Воскобойник за губернатор на Локот и околните райони. Воскобойник вижда в германците временни съюзници срещу болшевизма. Когато 17-ата танкова дивизия окупира Локот на 4 октомври 1941 г., окупаторите му се доверяват, защото той инициира контакт с германците и вече има опит в борбата с болшевиките. На 20 октомври германците го назначават за префект. Той ръководи административни и политически инициативи, реконструира болница и организира дарения за ранените.
Воскобойник поставя голям акцент върху идеологията, пропагандата и политическото образование. Според историка Марлен Ларуел той е бил „един от най-известните идеолози на руското сътрудничество“. Възстановява печатница и през ноември написва манифест, който е разпространен в окупираните от Германия райони на Орел, Курск, Смоленск и Чернигов. Той съдържа декларацията за основаването на Руската народносоциалистическа партия, чиято програма включва премахване на комунистическата система и колективизация, прехвърляне на обработваема земя на селяните, свободно развитие на частния бизнес, амнистия за всички комунисти, опитали се да свалят Сталин, и унищожаване на всички евреи, служили като комисари. Той включва и „поздрави на смелия немски народ, който унищожи крепостничеството на Сталин в Русия“.
Според Марлен Ларуел централната идея на програмата е била възраждането на руската държава и развитието на руска версия на националсоциализъма. Германците никога не са легализирали партията на Воскобойник.
На 21 декември шестима затворници, включително комисар на полк и бивш председател на Дубровския съвет, са разстреляни в затвора Локот по заповед на Воскобойник. Същевременно той издава заповед, призоваваща всички партизани да се присъединят към Локотската република или да бъдат изправени пред смърт. Някои от тях впоследствие се присъединяват към опълчението на Воскобойник.
Съветското ръководство решава да елиминира Воскобойник и изпраща партизански отряди под командването на Александър Сабуров в Локот. В нощта на 8 януари 1942 г. отряд, включващ партизани от Трубчевск и Харков, пътуващи в 120 машини, атакува казармата и къщата на Воскобойник в Локот. След като първата атака се проваля, той излиза на верандата на къщата си и призовава партизаните да се предадат. Улучен е от картечен огън. Немски лекари се опитват да му помогнат, но той умира на операционната маса.
Смъртта му е митологизирана от неговите поддръжници и съветски историци и е спомената в някои измислени романи. На 30 август 2009 г. граждани на Локот издигат паметен знак под формата на православен надгробен камък на мястото на погребението му, който е разрушен няколко часа по-късно.